# 無精液症
無精液症（むせいえきしょう、英: aspermia）とは精液の完全な欠如が認められる状態である。精液中に精子細胞が存在しない無精子症 (en:Azoospermia) とは異なる。通常は不妊症の原因となる。
無精液症の原因の一つとして逆行性射精 (en:Retrograde ejaculation) が挙げられる。薬物乱用あるいは前立腺手術によりもたらされる。タムスロシン等のα遮断薬も原因となる。
もう一つ、射精管閉塞が原因となりうる。その結果、精液が完全に欠乏するか、非常に低濃度になる（乏精子症）。この場合、精液には射精管の開口部より下流にある前立腺付属器官からの分泌物のみが含まれる。
無精液性を無精子症と混同してはならない。無精子症では、射精は起こるが精液中に精子が認められない。無精子症では、精子は作られるが、射精することはできない。逆行性射精による無精子症では精子は膀胱内に留まり、尿の酸性環境のために死滅する。人工授精目的に採精する場合は、この精子の死滅を防ぐために尿を弱アルカリ性にする重炭酸塩を経口投与する必要がある。

## 引用文献
1. ↑  UCSB's SexInfo